# Moguai
Moguai (wł. André Tegeler, ur. 9 sierpnia 1973 w Recklinghausen) – niemiecki DJ i producent muzyki elektronicznej, wydający również jako PUNX i Dial M. for Moguai.
Jako producent zaistniał dzięki kompozycjom wyprodukowanym z Philem Fuldnerem: Beatbox i The Final. Za jego największy przebój jest jego utwór w 2013 r. – Mammoth, który powstał we współpracy z braćmi Dimitri Vegas & Like Mike; Po tym, jak Dimitri i Mike zaprezentowali go na Tomorrowland 2012 znalazł się na filmie pofestiwalowym. Utwór znalazł się już na szczycie listy DMC World Magazine's Nighttime Buzz Chart, trafił do Top 20 na liście Cool Cuts Chart. Utwór w 2013 zagościł w setach i selekcjach czołowych DJ-ów i prezenterów, takich jak Pete Tong, Tiësto, David Guetta i Avicii. Utwór długi czas zajmował pozycję 1 na liście Beatport, osiągnął ponad 51 milionów wyświetleń na YouTube, ponad 2 i pół miliona odtworzeń na SoundCloudzie, nagroda Beatport Gold Award za sprzedane egzemplarze i „Utwór Roku” na Beatport Awards 2013.
Jednym z bardziej rozpoznawalnych w Polsce jego kompozycji jest wdany w 2002 roku U Know Y który wyznaczył nowy kierunek brzmienia. Utwór ten został wykorzystany w reklamie Coca-Coli reklamującej cykl oryginalnych imprez Gorący pociąg do muzyki.
Moguai był związany z jednym z najbardziej prestiżowych niemieckich wydawnictw fonograficznych Kosmo Records. Od 2009 roku Moguai wydaje swoją muzykę z wytwórnią Mau5trap, prowadzoną przez kanadyjską supergwiazdę DJ Deadmau5. Jego pierwszą EP-ką wydaną przez tę wytwórnię był We Are Lyve (2010), na którym znalazły się single Impereal, Nyce i Blau. Na koncie ma współpracę z muzykami takimi jak: Moby, Fatboy Slim, Sebastian Ingrosso, Tommy Trash i Tiësto.